# Van Nuys Airport
Van Nuys Airport (IATA: VNY, ICAO: KVNY) is een luchthaven in de Amerikaanse stad Los Angeles. De luchthaven werd op 17 december 1928 geopend als Metropolitan Airport. In de loop van de jaren is de luchthaven meerdere keren van naam veranderd. Zo werd het in de Tweede Wereldoorlog omgedoopt tot Van Nuys Army Airfield, werd het na de oorlog omgedoopt tot San Fernando Valley Airport en kreeg het in 1957 zijn huidige naam.
Van Nuys Airport is een van de drukste luchthavens voor algemene luchtvaart en is een thuisbasis voor medische, nieuws- en tourhelikopters. Ook hebben de LAPD en LAFD hun helikopters en onderhoudsplekken op de luchthaven staan.

## Geschiedenis
Van Nuys Airport werd op 17 december 1928 opgericht als Metropolitan Airport. Het vliegveld was toen 80 hectare groot en werd gerund door een klein groepje burgers. De luchthaven diende als thuishaven waar pioniers hun eigen vliegtuigen konden uittesten. De luchthaven werd ook populair bij Hollywood. Zo werden er scènes uit Casablanca en The Flying Deuces op de luchthaven opgenomen. Tevens werd Marilyn Monroe daar ontdekt, toen ze werkzaam was op de luchthaven.
In 1942 kocht de Amerikaanse overheid de luchthaven en bouwde het om tot een militair vliegveld om de westkust van de Verenigde Staten te beschermen tegen eventuele Japanse aanvallen. De luchthaven werd een basis van de vierde luchtmacht van de USAF, die daar de 428th Fighter Squadron met Lockheed P-38 Lightnings stationeerde. Ook werd er 163 hectare land bij gekocht, zodat de luchthaven uitgebreid kon worden met een trainingsfaciliteit voor P-38 piloten en er een fabriek van Lockheed en de United States Navy kwam die vliegtuigen modificeerde.
In 1949 kocht de gemeente Los Angeles de luchthaven voor $1, met de voorwaarde dat de National Guard de luchthaven te allen tijde mocht gebruiken. De luchthaven, die toen 400 hectare groot was, werd toen omgedoopt tot San Fernando Valley Airport. De National Guard kreeg de North American F-86 Sabre, die op de luchthaven gestationeerd werd. In 1957 werd de luchthaven omgedoopt tot Van Nuys Airport en werden er 150 woningen langs het vliegveld gebouwd.
Ook werd een nabijgelegen snelweg verdiept, waardoor de landingsbaan van 1828 m naar 2439 m verlengd kon worden. Ook kreeg de luchthaven een nieuwe verkeerstoren en werden er nieuwe hangars gebouwd.
In 1971 was Van Nuys Airport de drukste luchthaven voor algemene luchtvaart met 562.079 vliegbewegingen. In 1975 werd de FlyAway geopend. Dit is een busdienst tussen de San Fernando Valley en Los Angeles International Airport, die de parkeer- en verkeersproblemen op Los Angeles International Airport oploste.
In 1990 verhuisde de National Guard naar Naval Base Ventura County in Ventura County. Op de luchthaven werden de Lockheed Martin F-117 Nighthawk en de B-2 Spirit voor het eerst aan het publiek gepresenteerd en er werden veel vliegshows gegeven. In 1994 werden de oude gebouwen van de National Guard een opvangcentra van het Rode Kruis, die mensen opving na een zware aardbeving.

## Vliegbewegingen
Op Van Nuys Airport startte en landde het volgende aantal vliegtuigen:
| Jaar | Vliegtuigbewegingen |
| ---- | ------------------- |
| 1949 | 70.225              |
| 1950 | 110.214             |
| 1951 | 89.560              |
| 1952 | 135.520             |
| 1953 | 185.836             |
| 1954 | 246.504             |
| 1955 | 432.483             |
| 1956 | 194.821             |
| 1957 | 218.401             |
| 1958 | 191.671             |
| 1959 | 215.720             |
| 1960 | 228.132             |
| 1961 | 281.336             |
| 1962 | 320.993             |
| 1963 | 341.684             |
| 1964 | 386.063             |
| 1965 | 439.564             |
| 1966 | 534.331             |
| 1967 | 496.564             |
| 1968 | 567.973             |

| Jaar | Vliegtuigbewegingen |
| ---- | ------------------- |
| 1969 | 526.230             |
| 1970 | 575.784             |
| 1971 | 562.030             |
| 1972 | 574.415             |
| 1973 | 581.341             |
| 1974 | 586.680             |
| 1975 | 588.680             |
| 1976 | 618.694             |
| 1977 | 592.863             |
| 1978 | 601.230             |
| 1979 | 600.953             |
| 1980 | 540.560             |
| 1981 | 558.918             |
| 1982 | 507.758             |
| 1983 | 494.273             |
| 1984 | 575.271             |
| 1985 | 492.382             |
| 1986 | 477.689             |
| 1987 | 476.627             |
| 1988 | 468.779             |

| Jaar | Vliegtuigbewegingen |
| ---- | ------------------- |
| 1989 | 507.003             |
| 1990 | 528.110             |
| 1991 | 509.620             |
| 1992 | 520.468             |
| 1993 | 514.320             |
| 1994 | 486.584             |
| 1995 | 526.177             |
| 1996 | 526.433             |
| 1997 | 537.501             |
| 1998 | 560.662             |
| 1999 | 606.930             |
| 2000 | 492.656             |
| 2001 | 463.665             |
| 2002 | 504.303             |
| 2003 | 466.449             |
| 2004 | 454.753             |
| 2005 | 415.961             |
| 2006 | 400.398             |
| 2007 | 380.794             |
| 2008 | 403.727             |

| Jaar | Vliegtuigbewegingen |
| ---- | ------------------- |
| 2009 | 380.952             |
| 2010 | 339.407             |
| 2011 | 298.049             |
| 2012 | 263.948             |
| 2013 | 273.173             |
| 2014 | 238.618             |
| 2015 | 217.063             |
| 2016 | 220.228             |
| 2017 | 231.323             |
| 2018 | 262.903             |
| 2019 | 219.048             |
| 2020 | 232.039             |
| 2021 | 301.122             |

## Incidenten
- In de jaren 50 crashte een propellervliegtuig in een nabijgelegen huis, nadat de piloot de landingsbaan had gemist door dichte mist. Het huis was op het moment van de crash leeg, maar de piloot kwam om het leven.
- Op 26 maart 2000 crashte een nieuwshelikopter nadat hij problemen kreeg tijdens het filmen van de Academy Awards. De twee inzittenden werden gewond naar het ziekenhuis gebracht.[3]
- Op 12 januari 2007 crashte een Cessna CitationJet, 1 km ten noorden van de luchthaven. De twee inzittenden kwamen om het leven. Het vliegtuig steeg op met een open bagageluik, waardoor het vliegtuig op lage snelheid heen en weer zwenkte en vervolgens een duikvlucht maakte die leidde tot de crash.[4]
- Op 25 november 2008 maakte een Cessna 310 een noodlanding op Van Nuys Airport, nadat de neuswiel weigerde uit te klappen. De twee inzittenden overleefden de noodlanding.[5]
- Op 9 januari 2015 crashte een Lancair vliegtuig in een druk kruispunt nabij Van Nuys Airport. De piloot, een ervaren vlieginstructeur en medewerker van het Jet Propulsion Laboratory, overleefde de crash niet.
- Op 11 september 2020 crashte een klein vliegtuigje in een parkeerplaats nabij Van Nuys Airport. Volgens getuigen steeg het vliegtuig op, kreeg een overtrek en maakte vervolgens een duikvlucht die leidde tot de crash. De piloot en de passagier overleefden de crash niet.